# 光 (HIKAKIN & SEIKINの曲)
「光」（ひかり）は、HIKAKIN & SEIKINの5枚目のシングルである。2020年12月24日に自主制作で音楽配信された。

## 概要
前作「夢」から約1年ぶりにリリース。この楽曲は、作詞作曲をSEIKIN、編曲を前作同様サウンドプロデューサーのTeddyLoidが手がけた。
楽曲には、「光を求め走り出そう！ZEROからのSTARTでも、もう一度今始めよう！新たな道を作り出そう！」というメッセージが込められている。
イントロ部分の口笛はHIKAKIN本人によるものである。